# OHK6:30
『OHK6:30』（オーエイチケーろくさんまる）は、1978年10月2日から1984年9月28日まで岡山放送（テレビ岡山）で放送された平日夕方のローカルニュース番組である。

## 概要
フジテレビが1978年10月度改編で18時台1時間全体をニュースワイド枠とする施策を取ることになり、その第1作に当たる『FNNニュースレポート6:00』を放送していた時代に放送された、OHKの夕方ワイドニュースの第1作に当たる。
『FNNスーパータイム』がスタートしてからは『FNN OHK報道センター6:00』というタイトルになり、番組のセットも一新された。ただし、週末夕方のニュースは『FNNニュースレポート5:30』のタイトルで放送された。

## 放送時間
- 月曜日 - 金曜日 18:30 - 19:00 （1978年10月2日 - 1984年9月28日）

## キャスター

### 男性
- 石川久
- 阿部次郎
- 斉藤一郎
- 柴田務

初期は石川、阿部のダブルキャスト（交互出演）だった。

### 女性
- 西村英子
- 山本めぐみ
- 行司純子
- 貝阿弥久美子ほか